# Jelte Hulzebos
Jelte Hulzebos (Groningen, 10 januari 1951) is een Nederlands organist en klavecimbelspeler.
Hulzebos studeerde orgel aan het conservatorium in Groningen waar hij les kreeg van Wim van Beek en Jacques Ogg. Hij behaalde cum laude bij zijn einddiploma solospel voor orgel en sloot zijn klavecimbelstudie af met het diploma Uitvoerend Musicus.
Hulzebos is na zijn opleiding benoemd tot organist van de Nieuwe Kerk in Groningen. Hij bespeelt hier het Timpe orgel uit 1831 en begeleid hier het cantorij. Ook speelt hij sinds 1991 muziekstukken van Bachs Hohe Messe, de Johannes-Passion en het Weihnachtsoratorium. Als dirigent is hij verbonden aan het Cantate Consort en het Gronings Kamerkoor. In 2014 werd hij benoemd tot lid in de Orde van Oranje-Nassau.

## Discografie
- Der Aa-kerk Groningen
- Martinikerk Groningen
- Noordbroek
- 25 Jaar Orgelconcerten
- Mysterium Jeljer te Wies